# Estemmenosuchus
Estemmenosuchus war eine Gattung im Oberperm, vor etwa 255 Millionen Jahren, lebender Therapsiden (früher als „säugetierähnliche Reptilien“ bezeichnet), deren fossile Überreste in Russland in der Nähe der Stadt Otschor in der Region Perm gefunden wurden. Es wurden zwei Arten beschrieben, Estemmenosuchus uralensis, von der Schädel und Skelett bekannt sind, und Estemmenosuchus mirabilis, von der Schädel, Unterkiefer und Wirbel fossil überliefert sind. Beide Arten lebten zur gleichen Zeit in der gleichen Region.

## Merkmale

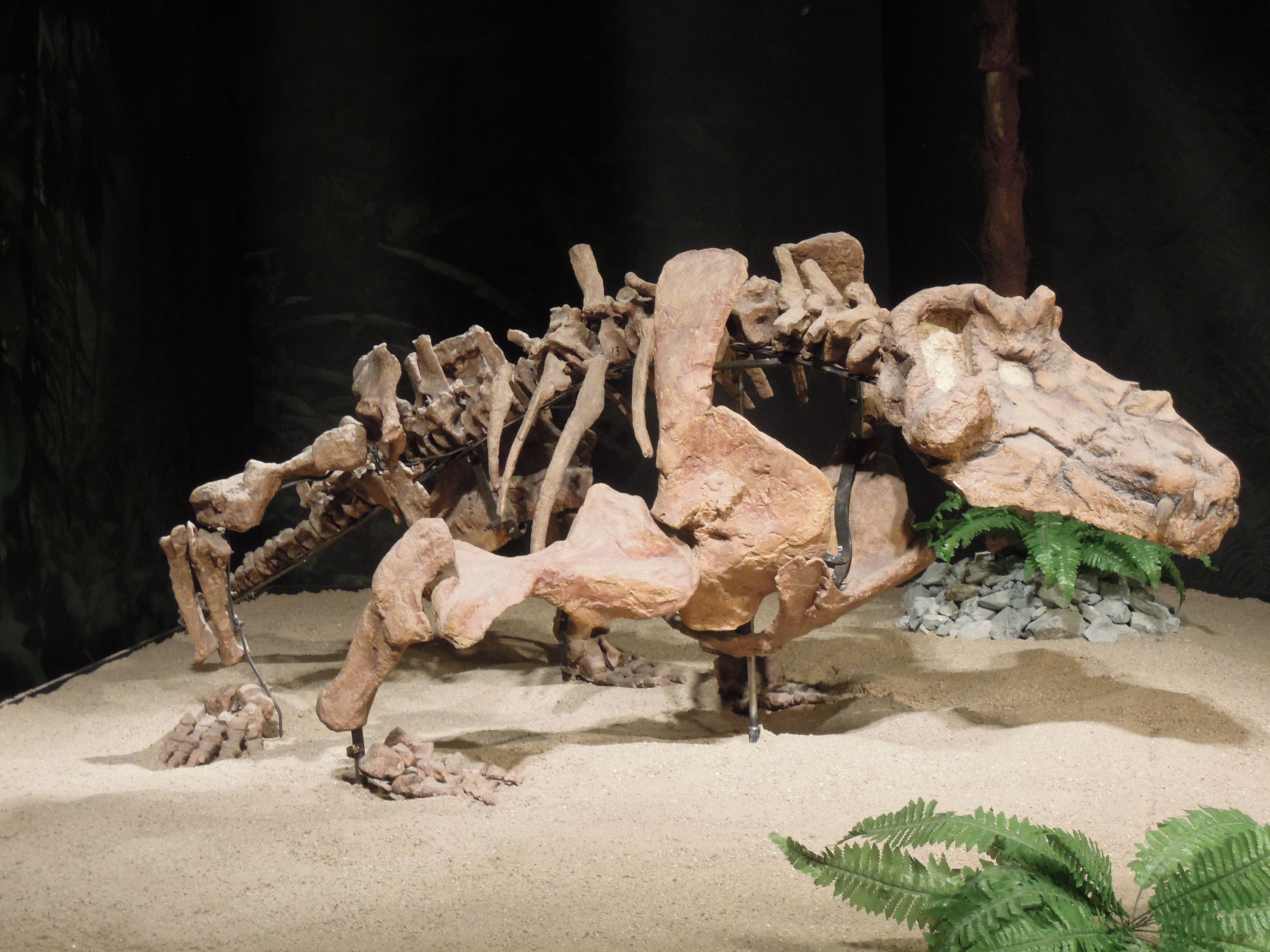
Skelettrekonstruktion von Estemmenosuchus uralensis

Estemmenosuchus hatte etwa die Größe eines Flusspferdes (4–5 m lang) und auch die Gestalt und wahrscheinlich auch die Lebensweise von Flusspferden. Der Schädel war groß und massiv. Namensgebend für die Gattung waren zwei Paare knöcherner Auswüchse auf dem Schädel, woraus sich auch der Name Estemmenosuchus („gekröntes Krokodil“) ableitet. Ein von Stirnbein, Postorbitale und Postfrontale gebildetes Paar saß über den Augen, Jochbein und Schuppenbein bildeten ein weiteres Paar von Auswüchsen, die seitlich am Schädel saßen. Die Auswüchse waren bei Estemmenosuchus uralensis weniger spektakulär als bei Estemmenosuchus mirabilis. Außerdem war E. uralensis größer, sein Schädel war länger. Bei E. mirabilis waren die „Hörner“ mehr zur Seite gerichtet.
Die Zähne von Estemmenosuchus zeigen einen Pflanzenfresser. Er hatte lange, gebogene Schneidezähne, große, im Querschnitt dreieckige dicke Eckzähne und insgesamt zwanzig sehr kleine Backenzähne, die gesägte Vorder- und Hinterkanten hatten.

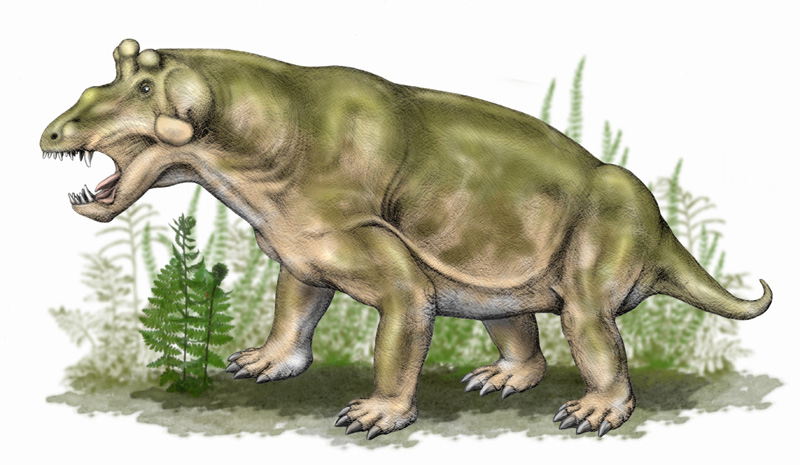
Mögliches Lebensbild von Estemmenosuchus uralensis

## Systematik
Estemmenosuchus wird für gewöhnlich als basales Mitglied den Dinocephalia zugeordnet. Einige Wissenschaftler sind aber der Ansicht, dass sie mehr entwickelt sind als die Brithopodidae und innerhalb der Dinocephalia den Titanosuchia nahestehen. Der russische Paläontologe M. F. Ivakhenko meint dagegen anhand der Wuchsform der Schädelfenster festzustellen, dass Estemmenosuchus kein Dinocephalier ist, sondern einer unabhängig von diesen evolvierten Linie primitiver, pflanzenfressender Therapsiden angehört, die er Rhopalodonta nennt.